# Phacussa helmsi
Phacussa helmsi är en snäckart som först beskrevs av Hutton 1882.  Phacussa helmsi ingår i släktet Phacussa och familjen Charopidae. Inga underarter finns listade i Catalogue of Life.